# Beltershausen (Naumburg)
Koordinaten: 51° 12′ 29″ N, 9° 12′ 10″ O
Beltershausen ist ein ehemaliges, wüst gefallenes Dorf in der Gemarkung von Altendorf, etwa 1 km südlich des Ortsteils Altendorf der Stadt Naumburg im nordhessischen Landkreis Kassel.

## Lage
Die Siedlung lag in einer engen Flussschleife im Tal der Elbe, wenige hundert Meter westlich der heutigen Landesstraße L 3214, auf einer länglichen Geländekuppe am Ostufer des Baches, bevor dieser entlang der Nordostflanke des Heiligenbergs nach Südosten fließt.  Nördlich erhebt sich der Hardtkopf.  
Etwa 300 m nordwestlich, am gegenüberliegenden Ufer, befand sich die nur im Jahre 1451 erwähnte und in diesem Jahre durch Reinhard von Dalwigk und Friedrich III. von Hertingshausen zerstörte Burg Beltershausen.

## Geschichte
Die kleine Siedlung (urkundlich auch als „Beldericheshusen“, „Belderikeshusen“, „Beldericeshusen“, „Beldirshusen“ oder „Beldershusen“ erwähnt) ist erstmals im Jahre 1150 bezeugt. Im Jahre 1243 übereignete der Ritter Tammo von Beltershausen dem Kloster Berich zur Verbesserung des Unterhalts seiner zuvor ins Kloster eingetretenen Tochter Sophia drei Höfe und eine Mühle in Beltershausen. (Dieser Besitz mag allerdings auch in Beltershausen bei Bromskirchen gelegen haben, wie die Zeugenliste auf der Übertragungsurkunde nahelegt.) Im Jahre 1310 bezog das Petersstift Fritzlar acht Schillinge Einkünfte von einer Hufe in „Beldericheshusen“.
Im Jahre 1402 wurde das Dorf zerstört, wohl im Zuge des Rachefeldzugs der Braunschweiger und Hessen gegen die Mörder des Herzogs Friedrich von Braunschweig und Lüneburg und deren mutmaßliche Hintermänner – in diesem Falle gegen Friedrich III. von Hertingshausen, in dessen Besitz das Dorf zu diesem Zeitpunkt war, und dessen Lehnsherrn, den Erzbischof Johann II. von Mainz. Im Jahre 1440 ist in einem Weistum wieder von dem Dorf „Beldershusen“ die Rede, und auch 1534 wird noch von einem Dorf und Einwohnern berichtet. Im Jahre 1654 spricht das Naumburger Salbuch nur noch von der Feldmark „Bellershausen“, und man nimmt daher an, dass das Dorf im Verlauf des Dreißigjährigen Kriegs zerstört bzw. aufgegeben wurde.

## Kirchengeschichte
Die Dorfkirche stand auf der höchsten Stelle der Kuppe, am Nordrand des Dorfs. Ein Pleban ist 1150, 1266, 1270 und 1285 beurkundet.  Die Kirche wird im Jahre 1440 noch bekundet und soll auch im Jahre 1462 noch im Gebrauch gewesen sein. Sie gehörte zum Dekanat Bergheim. Das Patronat hatte zumindest in der Zeit von 1467 bis 1506 das Kloster Merxhausen; im Jahre 1506 wurde die Pfarrei aufgehoben.

## Besitzverhältnisse
Das Dorf gehörte zum mainzischen Amt und Gericht Naumburg. Tammo von Beltershausen, der auch Besitz in Mandern im Edertal hatte, ist in den Jahren von 1235 bis 1255 als Ortsadliger bekundet; seine Vorfahren mögen die Gründer des Orts gewesen sein. Vom 13. bis ins 16. Jahrhundert war das Dorf Teil der Elber Mark, einer Markgenossenschaft unter der Oberhoheit des Stifts St. Alban vor Mainz, das die Herren von Elben als Vögte einsetzte. Das Dorf wurde 1384 an Friedrich von Hertingshausen und 1439 an seinen Enkel Friedrich III. von Hertingshausen verpfändet, und die Herren von Hertingshausen hatten es noch 1534, als das Dorf letztmals als solches erwähnt wird, in Besitz.